# Heinrich Balthasar Wagnitz
Heinrich Balthasar Wagnitz (Halle (Sajonia-Anhalt), 8 de septiembre de 1755-28 de febrero de 1838) fue un teólogo alemán, predicador y reformador  penitenciario. Es considerado uno de los reformadores más importantes de la ley penal alemana.

## Vida
Wagnitz nació en 1755 como hijo de un comerciante en Halle (Sajonia-Anhalt) siendo hijo único de sus padres, creció bien protegido. La educación cristiana temprana en la casa de los padres sentó las bases de su vida futura. A la edad de 17 años, comenzó a estudiar teología en la pietista Universidad Friedrich de Halle . Su inclinación científica y su pensamiento posterior fueron modelados por el enfoque iluminado de sus maestros.
En 1775 Wagnitz dejó la universidad para tomar el puesto de tutor durante dos años. En junio de 1777 fue elegido el cuarto predicador de la Marktkirche Unser Lieben Frauen . En esta función, tenía que hacer poco trabajo oficial, esto le dio espacio para perseguir sus intereses científicos. Tuvo atractivas ofertas de una cátedra de teología en Kiel o para predicador de campo en un regimiento de infantería en el que él se presentó.
El año 1784 fue, para Wagnitz, profesional y privadamente de particular importancia. Estaba a cargo del ministerio, como predicador de la Iglesia de Santa María en su lugar de crianza y trabajo en Halle. Esta posición retuvo hasta la abolición de la institución en 1817. También en 1784 se casó con Louise Hirsekorne. Durante 38 años, la pareja tuvo una relación sin hijos, pero aparentemente feliz. Ambos apoyaban a niños y estudiantes no calificados, la mayoría de los cuales contaban con el apoyo del Fondo del Hallischen Patriotischen Wochenblatts, del que fue editor durante muchos años.

## Reforma Penitenciaria
Con su oficio como predicador en la penitenciaría comenzó su mayor poder creativo. Durante 20 años se ocupó de la conmovedora mejora moral (Moralischen Verbesserung) de los prisioneros. Inspirado por los esfuerzos de John Howard para mejorar los centros de detención en Inglaterra; Wagnitz se dedicó a la mejora general de las penitenciarías en Alemania. Por su iniciativa, se llevaron a cabo muchos cambios en el establecimiento de la Sala de la Casa de Disciplina y de Trabajo (Zucht- und Arbeitshaus) de Halle, que ya contaba a finales del siglo XVIII como uno de los mejores de Alemania. Wagnitz complementó su variado trabajo práctico con una muy activa actividad literaria. En tres grandes obras trató intensamente: Las cuestiones de la práctica en prisión, El establecimiento apropiado de las penitenciarías, y El tratamiento apropiado de los presos y su mejora moral (Moralischen Verbesserung). Con estos escritos, contribuyó significativamente al hecho de que el público se interesara por primera vez en el impopular tema de las prisiones. Wagnitz criticó masivamente el mobiliario defectuoso de las penitenciarías. Recopiló una lista de quejas sobre la base de las suyas, así como las observaciones de evaluación de otros autores acerca de: las estructuras, el sistema económico, el origen, la selección y la capacitación de los funcionarios, el suministro de penitenciarías, el empleo y la "recuperación moral" de los presos. Su cuestionamiento a la labor de  los funcionarios públicos siempre fue un problema central sobre el que trató.

## Acerca de la Capacitación en el Sistema Penitenciario
También de los informes de John Howard y otros contemporáneos muestra que la importancia de los funcionarios penitenciarios adecuados había sido claramente reconocida en 1780. Se llama la atención, sobre  varios temas relacionados al sistema penitenciario, en particular acerca de los inspectores, su número y salario adecuados. Pero solo Wagnitz asumió estas demandas en su totalidad. Fundamentalmente nueva fue su demanda de educación alrededor de tales ámbitos. Enfatizó enérgicamente la importancia de la educación del personal penitenciario para la realización del propósito de control delictivo: "Todo depende de ellos, de su conocimiento del mundo y de los seres humanos, de la forma en que tratan a sus subordinados, y bajo supervisión a los que tengan a su cargo". 
Para la capacitación calificada de los Oficiales (Servicio General de Prisiones), Wagnitz sugirió que la educación debe estar presente: "... para los magistrados, los Lazarethväter y los guardias de la prisión , en cada provincia y en el lugar donde un hospital penitenciario y militar establezca un seminario en el que no solo su carácter moral y sus poderes mentales son puestos a prueba, sino que también podrían prepararse para su futuro servicio, en la medida en que la preparación en general sea posible ... ".
Sus sugerencias para la selección de personal, el liderazgo y, sobre todo, la educación fueron particularmente agudas y amplias. Se dio cuenta de que este era el quid de los abusos en las penitenciarías. Siempre y cuando no haya cambiado nada en la selección o capacitación del personal, las deficiencias descritas se mantendrían. Por lo tanto, centró sus propuestas en la reforma penitenciaria en dos asuntos: el establecimiento de las instituciones penales y el personal que trabaja allí.

## Legado
Los intereses de Wagnitz también tuvieron un impacto en el trabajo y en la vida pública. Recibió tanto como Profesor Universitario Científico, como Superintendente Espiritual, y, como demostró con el  motivo de su 50 aniversario en Marienkirche Halle en 1827, todos los honores cívicos habituales. El envejecimiento y la enfermedad frecuente lo obligaron a dejar parte de sus deberes como predicador en la iglesia de Santa María a sus contrapartes.
Por su propia cuenta, Wagnitz se retiró el 1 de julio de 1834 después de 57 años de servicio como predicador y finalmente como predicador principal en la Marienkirche en Halle. Después de eso, se retiró gradualmente de la vida pública. El 28 de febrero de 1838, murió a la edad de 83 años.
En el estado de  Hessen opera la  prisión  bajo el nombre de H.B. Wagnitz-Seminar como conmemoración, un centro de servicio en Joseph-Baum-Haus cerca de Wiesbaden.
El trabajo de Wagnitz es referenciado en la famosa tesis doctoral de  Michel Foucault Folie et déraison: Histoire de la folie à l'âge classique, principalmente su obra de 1791 Historische   Nachrichten   und   Bemerkungen   uber   die   merkwürdigsten   
Zuchthäusern in Deustchland, Halle. 

## Literatura
Monika Schidorowitz: H.B. Wagnitz y la reforma de la ejecución del encarcelamiento a finales del siglo XVIII al siglo XIX ,  St. Augustin: Gardez!-Verlag, Publicado en 2000, ISBN 3-89796-053-2